# 村上隆 (ゴルファー)
村上 隆（むらかみ たかし、1944年5月25日 - ）は、静岡県田方郡伊東町（現・伊東市）出身のプロゴルファー。

## 来歴・人物
実家はサザンクロスCCのごく近くで、ゴルフ場に囲まれた地で育った。近所のゴルフ場でキャディのアルバイトをしていた伊東南中学時代にプロ入りを決意し、卒業後は川奈ホテルに入社。キャディを勤めながら杉本英世に弟子入りしてプロを目指し、修業時代は運動靴で練習する努力家であった。
その後は東京よみうりカントリークラブに移籍し、1963年にプロテスト合格。1964年にプロデビューし、1967年にグランドモナークで橘田規・島田幸作を破って初タイトルを獲得して以降、直実に勝ち星を伸ばしていく。
1968年の西オーストラリアオープンではピーター・タウンゼント（イングランド）、ビル・ダンクに次ぎ 、1アンダー71の通算285でケル・ネーグルと並んでの3位タイに入った。オーストラリアン・オープンではジャック・ニクラス（アメリカ）、ゲーリー・プレーヤー（南アフリカ）に次ぎ、通算279で7位に入った。
1969年にオーストラリアPGAで3日目に2アンダー70の好スコアをマーク、通算213で前日の3位から2位に進出し、ブルース・デブリンに次ぐ2位に入る 。ニュージーランド・オープンではネーグル、ジョン・リスター、ランドール・バインズに次ぎ、通算277でモーリス・ベンブリッジ（イングランド）、フランク・フィリップスと並んでの4位タイに入った。
国内では1968年の第1回ロレックストーナメントで河野光隆・石井冨士夫を破って初代チャンピオンとなり、1971年の西日本サーキット宇部では島田を破って優勝。
1969年から1973年にかけては全日本プロダブルスを4勝し、第1回優勝と連覇を含む3勝（1969年, 1970年, 1973年）は師匠・杉本とのペア、1972年には尾崎将司とのペアで制覇。
1972年のニュージーランドPGAでは初日からグリーンを外したのが1回という好調さで5バーディー、ボギー無しの66で首位タイに並び、最終的には通算15アンダーで地元のボブ・チャールズと並んで尾崎に次ぐ2位を記録 。その後のアジアサーキットでも好調で、フィリピンオープンで杉本・謝永郁（中華民国）に次ぐ3位、シンガポールオープンでは河野高明と日本勢ワンツーの2位に入る。マレーシアオープンでマーティ・ボーエン（アメリカ）、ウォルター・ゴドフリー（ニュージーランド）、スクリー・オンシャム（タイ）を抑えて通算10アンダーでサーキット初優勝を果たす 。マレーシアオープンでは、「最後まで勝てる気がしなかった」という村上を、先輩の杉本が「本当によかった」と祝福し、香港オープンでもゴドフリーの2位と活躍。
帰国後は日吉定雄・草壁政治と共に関東プロ協会制定の月例競技得点表でも4位以内を占め、長野県オープンでは青木功をプレーオフで下し、関東プロではハーフで7アンダー28をマークして日本ツアー男子の最少スコア（パー36）である28を記録。東北地方初の男子プロトーナメント「七夕杯・東北クラシック」で初日を68の2位でスタートすると、2日目には69で通算7アンダーの首位に上がる。3日目には7番と10番でバーディを出しながらも16番と18番をボギーとして振り出しに戻すが、追い上げた尾崎将が最終ホールで自滅して首位を保った。最終日はアイアンショットが決まらない苦しいゴルフであったが、前半3ボギーで優勝意識を捨てたことで気分が楽になり、17番までに3バーディを取って再び先行。最終ホールでは左OBを警戒してスプーンで打った第1打がクロスバンカーに嵌るが、ボギーでも優勝できると思って7番アイアンで軽く打ち、グリーン手前まで持っていった。ピンまで30ヤード余りをサンドウェッジで打った第3打はグリーンをオーバーし、4オン2パットのダブルボギーで草壁と並ぶが、3ホールのプレーオフを制して優勝。
第20回大会となったワールドカップ日本代表にも初選出され、団体戦では5年連続出場となった河野とのペアで呂良煥&謝敏男（中華民国）に次ぎ、ティーニー・ブリッツ&プレーヤー（南アフリカ）、ブルース・クランプトン&ダンク（オーストラリア）、ジム・ジェイミーソン&トム・ワイスコフ（アメリカ）を抑えての2位と健闘。個人戦では謝敏、河野、ブリッツに次ぎ、クランプトン・呂良と並んでの4位タイに入った。村上は大会初日、初めての大舞台にも臆することなく1アンダー70でホールアウトし、個人戦では首位タイの好スコアでスタート。河野もイーブンパーの71にまとめ、日本は1アンダー141で、団体でも台湾とベルギーに3打差をつけて首位に立った。ワールドカップでの首位は優勝した1957年以来で、2度目の快挙に向けて絶好のスタートを切ったが、翌日は悪天候で中止となり、大会は54ホールに短縮されることになった。仕切り直しの2日目はインで苦戦して73にとどまり、河野もアウトで2アンダー33をマークするが、インでは3ボギーと崩れてこの日は1オーバーの72。日本は通算2オーバーの2位に後退し、代わって首位に立った台湾は謝が69をマークして引っ張り、通算1オーバーで初めての世界一に王手をかけた。最終日は強い風が吹き荒れて選手達は軒並みスコアを崩す中、風に強い台湾勢は踏ん張り、日本勢は大苦戦。一時は台湾との差は8打にまで広がっていたが、台湾勢も徐々にスコアを落とし始める。個人戦でトップを走る謝が9番から6ホール連続でパーセーブにならず、残り2ホールとなったところで日本が台湾に並ぶ。明暗が分かれたのが17番パー5で、台湾が呂良、謝敏と立て続けにバーディーを奪ったのに対して先にプレーしていた日本は2人ともにパーに終わっていた。ここでついた2打差を18番で詰めることができず、河野は「17番で2人ともバーディーパットを逃したのが痛かった」と悔しがったが、大会史上初となるアジア勢の1、2位独占となった。
1973年の札幌とうきゅうオープンでは最終日の2番ホールでホールインワンを決めるなど通算287で3位に入り、日本シリーズでは初出場ながら初日に4アンダーで首位に立つなど健闘し4位に入った 。月例競技では20パットをマークし、18ホール最少パット数日本記録を作った。
1974年には『月刊パーゴルフ』で、戸田藤一郎が有望な若手選手をコーチする「戸田道場」という連載に登場し、村上は戸田からパッティングを教えられた。
常に上位の常連ながら、それまでは優勝に届かず「万年2位」などと囁かれたこともあったが、1974年のゴルフダイジェストトーナメントで優勝して挽回。
同年の中日クラウンズでは初日からアプローチとパットが冴え渡り、アウトで3バーディ、12番からは4連続バーディと7バーディ、ノーボギーという完璧な内容であった。16番では1.5mのバーディチャンスを外し、コースレコードタイを惜しくも逸したが、63の好スコアで首位に立った。2日目は5m前後の風が吹く厳しいコンディションで、ピン位置もバンカー際に寄せられているホールが多く、ホール攻略の難度が上がって各選手とも苦戦を強いられた中、71と1つスコアを落としながらも首位をキープ。3日目は14番でグリーン左に外しボギーを叩き、前日首位に並ばれた尾崎に2打差を付けられた。最終日には尾崎の崩れを前に、守りから攻めのゴルフに転換すると、16、17番で連続バーディを奪い、勝負を決めた。アウトでは、5度もバンカーに入れながらいずれもリカバリーに成功し、1パット8回と「グリーン周りの魔術師」の本領発揮を見せつけて優勝。
その後の日本プロ・オールスターも8アンダーで優勝し、日本シリーズでは初日の6番でバーディーパットを決めるなど好調で2位に入った。
1975年、初めて海外で開催された日本のトーナメント「クイリマ&タカヤマ・クラシック」に出場し、2日目には朝から15m前後の強風が海側から吹き荒れ、時折、南国特有の豪雨も混じる最悪のコンディションの中で7バーディー・3ボギーの68をマーク。この日のベストスコアで首位の鷹巣南雄と1打差2位に浮上し、3日目も好調で6バーディー・1ボギーの67とベストスコアをマーク 。通算10アンダー206で首位に立ち、河野とペアを組んだダブルスでも猛烈な追い込みを見せ、二人合計7アンダーで10位から一気に2位タイ に浮上。最終日もそのまま首位を独走し、2位の鈴村照男に4打差の11アンダーで逃げ切って優勝 。
帰国後の5月に同年創設された日本プロマッチプレーに優勝して初代チャンピオンになると同時に初の日本タイトル獲得で調子に乗ると、9月には日本オープンを最終日に66を出して勝ち、10月にはプレーオフの末に日本プロ優勝、11月には日本シリーズをも制して空前絶後の日本タイトル4試合を1年間で制覇する"日本4冠王、年間グランドスラム"という現在でもただ一人の快挙を達成し、3870万円余で同年の日本男子プロゴルフツアー賞金王に輝いたが、グランドスラム達成という快挙を一面トップで扱った新聞は無かった。村上は「来年が怖い」と言いながらも喜びを爆発させ、優勝賞金の半分250万円を社会福祉施設に寄付。
長打力はないが、持ち味のパッティング、アプローチを最大限に生かした堅実なゴルフで金字塔を打ち立て、「日本のビッグ・ワン」と言われた。
日本プロマッチプレーはストロークプレーの予選を18位で通過し、1回戦で予選2位の安田春雄と対戦。コンシードをせず、心理戦を制し、安田が自滅。2-1で勝つと、2回戦は謝敏に19ホール1アップと接戦をものにし、3回戦では島田を2-1と撃破。準決勝は後に「マッチの鬼」の異名をとった青木であったが、波に乗って3-2で制し、決勝へと進む。鷹巣との決勝では2番パー3で共にグリーンを外したが、30cmに寄せ、鷹巣は1.5mのパーパットを外して1アップ。以後はリードを許さず、9番で12mのパーパットを沈めて分けるなど、得意のアプローチ・パットが冴えた。2アップで迎えた17番パー3でボギーとして1アップで最終18番、鷹巣は左に大きく曲げて木の支柱の下へ行く。救済措置を取らずに強引に出したが木に当たって後ろに跳ね返り、結局4オンで既に2オンしていた村上にギブアップし、村上が初の公式戦タイトルを手にした。
日本オープンでは初日74を叩いて55位と出遅れたが、2日、3日と69で回り、首位石井裕士に1打差の通算4アンダー2位まで上がった。パターに悩んで3日目には2種類のパターを使い分け、最終日は古い蒲鉾型のパターを引っ張りだし、4番で初バーディーを取ったが、石井は4番までに3バーディーで一時3打差と広がる。7番で石井が右の林に入れてダブルボギー、このホールで2mにつけるバーディーで通算6アンダーに追いつく。後半は10番から4連続バーディーで一気に抜け出し、この日6アンダー66で通算10アンダーとし、この大会初優勝を果たした。
日本プロでは初日を首位に2打差4位の好位置でスタートし、2日目には得意の2、3mのパットが決まり、6バーディー、2ボギーの68をマークして通算7アンダーで首位に立つ。朝から雨が降り続いた3日目にはボギーが先行したが、こらえて2つスコアを伸ばし、通算9アンダーで首位を守った。最終日は上位陣がいずれもスコアを落とし混戦になり、村上も通算6アンダーで、最終18番バーディーの山本善隆に追いつかれてプレーオフに突入。16番から3ホールの合計ストロークで争われ、村上は16番でバーディー、これが効いて3冠目を手中に収めた。
日本シリーズでは開幕直前に新聞記者から初の年間グランドスラムがかかっていることを聞き、村上は後に「プレッシャーを感じて大会を迎えた。」と振り返っている。大阪よみうりCCでの前半2日間を4アンダー2位で、10年間所属して知り尽くした東京よみうりCCで得意のショートアイアンとパットの冴えを見せてスコアを伸ばした。第3日には1つスコアを伸ばし、首位金井清一に1打差2位に付けた。最終日、アウトで1つスコアを伸ばした金井を12番までに3バーディーの島田が追い抜いていく中、パーを重ねてじっとチャンスを待った。14番で金井が、16番では島田が落とした後、16番で3mを入れるバーディーで勝負のパッティングを決めきった。
同年には3年ぶりにワールドカップ日本代表へ選出され、団体では島田とのペアでルー・グラハム&ジョニー・ミラー（アメリカ）、謝敏&郭吉雄（中華民国）に次ぎ、ボブ・シアラー&イアン・スタンレー（オーストラリア）、フアン・カブレラ&ホルヘ・ソト（アルゼンチン）、ベン・アルダ&エレウテリオ・ニーバル（フィリピン）を抑えての3位、個人でもミラー、アルダ、謝敏、シアラー、ルー・グラハムに次ぐ6位と健闘。青木・尾崎の「AO時代」から「AOM時代」と呼ばれる一時代を築き、切れ味の良いショットと小気味の良いパットが身上であった。
1976年にはR&Aから正式に全英オープンの招待状を受け取るが、出場を断った。マスターズには初めて招待され、大会1週間前には現地入りし、ニクラス・尾崎将と練習ラウンドを行った。初日は緊張から出だしは連続ボギーとし、その後は立ち直ったが74で37位。2日目には71と持ち直して18位に順位を上げたが、TBSが初めて衛星生中継した決勝ラウンドは3日目に80とスコアを崩し、最終日も1オーバーの73、トータル298で37位に終わった。初の衛星中継では、村上の18番セカンドショットが20秒だけ映った。
1976年のワールドシリーズでは初日に正確なティーショットでフェアウェイをキープし、2番パー5でイーグルを奪う。アウトは1イーグル、2バーディー、1ボギーの32とベストスコアを出す好調で、2ホールを残した16番までは単独首位を突っ走る。17番でボギーを出して激しく追い上げるデーブ・ヒル（アメリカ）に捕まったが、3アンダー67で、ヒルと並んで記念すべき第1回大会の初日に首位に立ってみせた。アウトでは1パットのホールが実に7回、インでもパットが冴えて同ラウンド計26パットと本領を発揮し、ニクラスも「彼は日本選手としては、特にロングヒッターではないが、真っすぐ飛ばす。何よりもグリーン周りがうまい」と絶賛した。2日目は距離570mでグリーン手前に池がある名物18番ロングホール「ザ・モンスター」で池から跳ね上がる幸運なショットを放ち、バーディーを取りファンを驚かせたが、72で5位に後退する。3日目は1、2番ホールを連続バーディーに始まり、6番までに1パットのホールが5つ、ボギーのホールが2つもあったが、3番ではウォーターハザードに落としながらもボギーで収めた。7番まで3バーディー、3ボギーと波のあるゴルフであったが、8番からは堅実なペースを取り戻し、12番での難しい4.5mの下りのパーパットを沈めるなど、1パットのホールを重ねる。前日にファンを驚かせた16番では若手のベン・クレンショーが3つも池に叩き込んで11を打ち、ベテランのリー・トレビノも2発も池に打ち込んで9とした中、慎重に刻んで3オン、2パットと堅実に料理した。アウト・イン共に35の70にまとめ、他の選手が大きく崩れたために通算1アンダーはヒューバート・グリーン（アメリカ）と並ぶ2位となる。3日目の1パットホールは10、初日12、2日目8と合わせて3日間で30ホールという驚異的な数であり、2位進出の原動力とした。3パットは一度もなく、村上を担当したキャディは「私はツアーではジュリアス・ボロスのキャディを務めているが、村上の5番以下のアイアンショットはボロスそっくり。しかもグリーン周りが素晴らしい」と舌を巻いた。最終日は3日目3アンダー首位のニクラス・グリーンの最終組のひとつ前でプレーし、初日にイーグルを出した2番のロングホールではエッジから3パットとするなど、魔術とまで言われたグリーン周りの小技が影を潜める。4番でニクラスがダブルボギーを叩いた時点では首位タイに浮上するが、ここから大きく崩れ、最終ホールは寄せに失敗してボギー。疲れからアプローチが不調でバーディー無しの7ボギーで77、通算6オーバーの9位にまで順位を下げたが、世界一決定戦で優勝争いを演じた衝撃は大きかった。
同年までにアメリカツアーにはワールドシリーズを含む13試合に出場したが、食事も現地食を苦にすることは無かった。
2年連続選出となったワールドカップでは個人がエルネスト・ペレス・アコスタ（メキシコ）、ブライアン・バーンズ（スコットランド）、デール・ヘイズ（南アフリカ）、郭吉、サイモン・オーウェン（ニュージーランド）、ジェリー・ペイト（アメリカ）、マニュエル・ピネロ（スペイン）に次ぎ、エイモン・ダーシー（アイルランド）、ボブ・シアラー（オーストラリア）と並ぶ8位タイに終わった。団体では山本とのペアでセベ・バレステロス&ピネロ（スペイン）、ペイト&デイブ・ストックトン（アメリカ）、郭吉&許勝三（中華民国）、バーンズ&サム・トーランス（スコットランド）に次ぎ、アコスタ&マルガリート・マルティネス（メキシコ）と並んでの5位タイに入った。海外での活躍も評価され、第1回報知プロスポーツ大賞・男子ゴルフ部門を受賞。
国内では体調を崩し、不振を極めていたが、全日空札幌オープンでは最終日6位スタートながら、12番ホールでイーグルを出すなど67の好スコアをマーク。上位が崩れたこともあって通算20勝目を達成するが、2位には尾崎、3位には青木とAOM揃い踏みとなった。
関東プロでは午後から降り出した雨と深いラフで他選手がスコアをまとめるのに苦労する中、初日を早くスタートし、4アンダー67でリード。2日目に5バーディー、ノーボギーの66で通算9アンダー133とスコアを伸ばし、首位を保った。3日目も1アンダー70でまとめ、通算203で首位を堅持。最終日は3アンダーを目標にプレーし、スタートの第1打を右のラフに入れてアンプレアブルしてボギーとなり、2位の謝永に1打差に迫られたが、謝永がバーディを取れないうちに6、7番で連続バーディを取って差を広げる。10番でも10m余りを沈めてバーディ、続く11番でも7mのバーディパットを入れて呆気なく勝負をつけ、5バーディ、1ボギーの安定したプレーを見せて通算14アンダー270で優勝。スコアの計算しにくいコースで波乱も予想された大会で他を寄せ付けず楽勝し、自身初の初日から首位のまま逃げ切った優勝となった。大会1ヶ月前には「どう打っていいのか分からない」と言っていたが、大会後には「昨年の最高時に戻った」と話し、師である浅見緑蔵も「体も技術も今が最高」と村上を褒めた。
ブリヂストンオープンでは草壁・謝敏との混戦のプレーオフで草壁・謝敏が崩れて自滅し、マイペースで試合を進めていた村上が3ホール18番目に草壁を降して優勝したが、1976年は3勝で賞金ランク2位に終わる。
1977年のハワイアンオープンでは初日73で66位と不振な出足であったが、2日目には快進撃を見せる。アウトからスタートして積極的に攻め、1番パー5で2オンしてバーディーを奪い、2番パー4でもバーディーを奪って波に乗ると、アプローチとパットが小気味よく決まり出す。4、5、6番と3ホール連続バーディーで、前半はボギーなしの5バーディー。後半に入ってからもチャージが続き、10、12、13番とバーディーを奪った時点で通算7アンダーとなり、2位に浮上。前年は予選落ちしていたため、予選を通過すれば良いと思い、13番まで積極的に攻めたが、14番あたりからはプレッシャーがかかりはじめる。16番では3パットして初めてボギーとしたが、次の17番のショートホールで4mにつけてバーディー、最終18番パー5も第3打をピン側に寄せてバーディーで締め、9アンダーで8年前にニクラスが作ったコースレコードタイの63という快スコアをマーク。グリア・ジョーンズと共に2日間通算8アンダーとして首位のドン・ジャニュアリーから僅か1打差の2位まで急上昇し、一気に優勝争いに加わる。初めから優勝は狙わなかったが、絶対5位以内に入ろうと心に決めた村上は、トム・ワトソンらが攻めのゴルフを展開する中でもマイペースを守る。3日目朝の英字紙「ホノルル・アドバタイザー」はスポーツ面のトップで「日本の村上が二日目、ニクラスと並ぶコースタイの63をマークした」と大きく報道し、ワイアラエ・カントリークラブ行きのバスの運転手も「村上というのは大変な男だ。優勝できるといいね」と片目をつぶってみせた。最終組で回った3日目には村上の寄せの妙技と名人芸のパットを一目見ようと、数千人のギャラリーが最終ホールまで続き、ピンクのゴルフズボンを履いた村上がティーグラウンドに上がると「ムラカミ」の声がかかった。ゴルフの方は1番で絶妙なバンカーショットを見せてバーディーを奪ったが、5番のバーディーチャンスにパットが読んだラインと逆に走り、2.5mのバーディーを逃してからパットがおかしくなると、9番の1.5mのバーディーパットも逃してアウトは35。インに入って11番で3パットしてボギーを叩いたが、12、13番の連続バーディーで通算10アンダー。ここで一気に調子に乗るかと思われたが、前日に唯一のボギーを叩いた16番パー4の海に向かうホールで2打をバンカーに入れ、2mのパーパットを外して躓いた。吹きつける貿易風に悩まされたほか、ラージボールにも不慣れで、体も回らなかったが、落ち着いたプレーでスコアを1つ伸ばし、通算9アンダーは3打差4位と依然優勝圏内となる。最終日、最終組のひとつ前でプレーした村上は安定したショットできっちりとグリーンを捕えていく。4日間を通じて一番強い風が吹き荒れるコースの中でスタートし、6番で2度もバンカーの縁に捕まったものの、うまいショットで切り抜ける。7番と13番でバーディーパットを決めて通算11アンダーで首位を追り、16番も第2打を右奥バンカーに入れて少し乱れながら得意のバンカーショットでパーに収め、18番パー5を迎えた時には最終組で回る首位のブルース・リンツキーとの差は2打であった。1打目、2打目とバンカーを渡り歩いたが、バンカーからの3打目をピン手前3ｍに乗せてバーディーパットを沈める。遂に首位とは1打差となるが、最後はリツキーがイーグルを決めて突き離される。パーでも単独3位となれたが、強めに打たれたボールは真ん中からカップに沈み、通算12アンダーの276でジャニュアリーと並び堂々の2位に入る。当時の日本人プロのアメリカツアー遠征で最高の2位入賞を果たし、世界的にもショートゲームの第一人者として名声を博す。日本のゴルフファンだけでなく、ハワイの日系移民を大喜びさせ、帰国時には羽田空港で夫人の出迎えを受けて笑顔を見せた。
ハワイ2位の自信を持って挑んだマスターズは攻めたが、初日の3番パー4をボギーとしてから崩れ、6オーバーの67位と出遅れた。2日目は1オーバーであったが、通算7オーバーの57位で予選落ちした。前日のパー3コンテストではショートゲームの巧さを生かして3バーディー、ノーボギーの3アンダーで、アーノルド・パーマー（アメリカ）ら5人と4位を分けた。
1977年のゴルフダイジェストトーナメントでは初日を謝敏・矢部昭・宮本省三と共に戸田の2位タイでスタートし、2日目には6バーディ、ノーボギーの66と好スコアをマークして通算8アンダー136の首位に立った。3日目にはインに入ってドライバーが乱れても、その度に絶妙なリカバリーで切り抜け、17、18番はトラブルの後にバーディをさらって同伴の尾崎将・謝敏にプレッシャーをかける。絶妙な寄せと鮮やかなパットで7バーディ、2ボギーの67、通算13アンダー203で2位の尾崎将に6打差を付ける独走態勢に入った。最終日も首位を保ったまま、尾崎将を振り切って同大会2勝目を挙げた。
国内では1勝に終わり、同年を最後に、持病の腰痛もあってツアー優勝はなくなった。
1982年の静岡オープンでは初日を羽川豊・船渡川育宏・呂良と並んでの2位タイでスタートし、2日目には呂良・倉本昌弘と並んでの4位タイ、3日目には5バーディー、2ボギー、1ダブルボギーと荒れながらも1アンダー71で船渡川・河野と並んでの首位タイに浮上。カムバックを狙ったが、最終日には19位に終わった。
1985年には中日クラウンズでウィリー・ウッド（アメリカ）と並んでの10位タイ 、東北クラシックで安田・牧野裕・新関善美・出口栄太郎、ブライアン・ジョーンズ（オーストラリア）と並んでの7位タイに入った。
1985年の関東プロでは濃霧でレディスティを使用した初日を4位でスタートし、2日目には青木と共に首位の中嶋常幸と1打差2位タイに着け、最終日には飯合肇・藤木三郎と並んでの5位タイに入った。
1986年には静岡オープンで金井・山本善と並んでの4位タイに入るが、これが最後のレギュラーツアーでの十傑入りとなった。　
1988年のCITICORP OPENでは初日に69をマークして鈴木弘一・寺本一郎・加瀬秀樹・植田浩史と並んでの4位タイでスタートし、最終日にも69をマークしたが新井規矩雄と並んでの5位タイに終わった。
1980年代にはサンケイスポーツ評論家、TBS解説者（1989年8月 - 1999年11月）を務め、1990年の関東プロを最後にレギュラーツアーから引退。
第一線を退いた現在は故郷・伊東で悠々自適に生活しており、ジャガイモや里芋、大根などの栽培を楽しんでいる。
2017年には陳清水、清元登子、河野、島田、涂阿玉と共に第5回日本プロゴルフ殿堂入りを果たす。

## 主な優勝
レギュラー
- 1967年 - グランドモナーク
- 1968年 - ロレックストーナメント
- 1969年 - 全日本ダブルス（杉本とペア）
- 1970年 - 全日本ダブルス（杉本とペア）
- 1971年 - 西日本サーキット宇部
- 1972年 - 全日本ダブルス（尾崎将とペア）、東北クラシック、長野県オープン
- 1973年 - 全日本ダブルス（杉本とペア）、長野県オープン
- 1974年 - 中日クラウンズ、ゴルフダイジェストトーナメント
- 1975年 - クイリマ&タカヤマ・クラシック[100]、日本プロマッチプレー、日本オープン、日本プロ、日本シリーズ
- 1976年 - 全日空札幌オープン、関東プロ、ブリヂストンオープン
- 1977年 - ゴルフダイジェストトーナメント

海外
- 1972年 - マレーシアオープン